# 圣保罗州立艺廊
圣保罗州立艺廊（葡萄牙语：Pinacoteca do Estado de São Paulo）是巴西最重要的艺术博物馆之一。

## 历史
艺廊所在的建筑位于圣保罗中心区的卢兹花园（Jardim da Luz），由拉莫斯·德·阿泽维多和多米齐亚诺·罗西设计，是圣保罗工艺美术学院的总部。它是圣保罗最古老的艺术博物馆，创建于1905年12月24日，自1911年起成为州立博物馆。
在1990年代由保罗·门德斯·达·罗查进行翻新后，博物馆成为该国最具活力的文化机构之一，举办国际巡回展等文化活动。艺廊还在波姆·雷迪奥（Bom Retiro）区设有分馆 Estação Pinacoteca, 在那里开设临时展览和该机构的文件中心。
2008年6月12日清晨5点09分左右，三名武装人员携带鐵撬闯入博物馆，偷走了毕加索的《画家与模特》（1963年）和《米诺塔乌尔、饮酒者和女人》（1933年）、埃米利亚诺·迪·卡瓦尔坎蒂的《窗口的女人》（1926年），以及拉萨尔·塞加尔的《夫妇》（1919年）。这是圣保罗六个月来的第二次盗窃艺术品事件。2008年8月6日，两幅画在一名窃贼的房子里被发现，并在同一城市被警方追回。

## 收藏
画廊收藏有大量的巴西艺术品，尤以大量的19世纪绘画和雕塑闻名，其数量在巴西名列前茅，还有一些标志性的巴西现代艺术艺术品。藏品中还包括一些19世纪的欧洲绘画、雕塑、装饰艺术等。

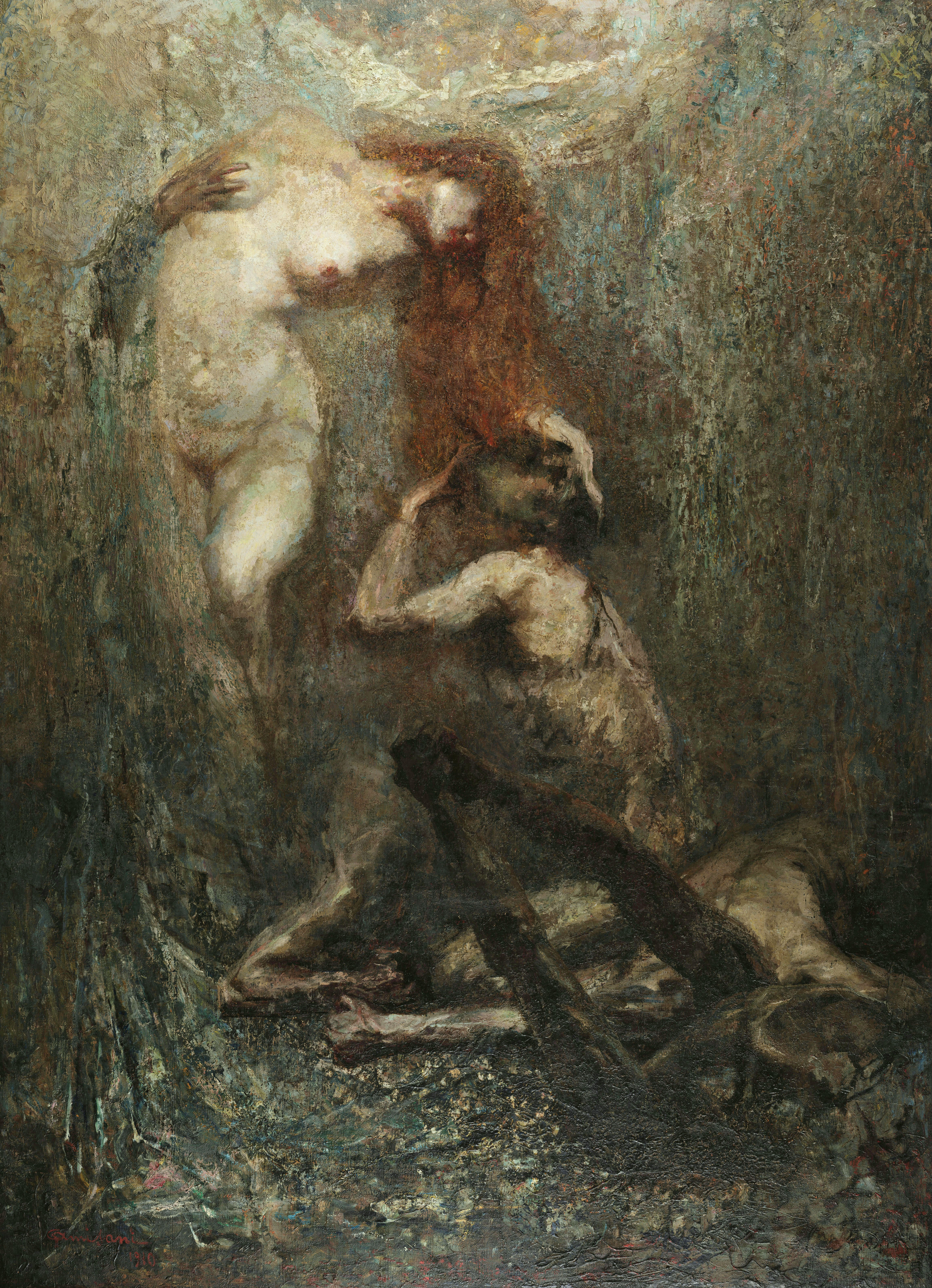
La Culla Tragica
朱塞佩·阿米薩尼 （義大利語：Giuseppe Amisani)
(1910)
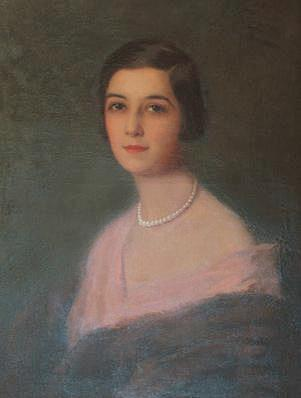
Stella Alves de Lima
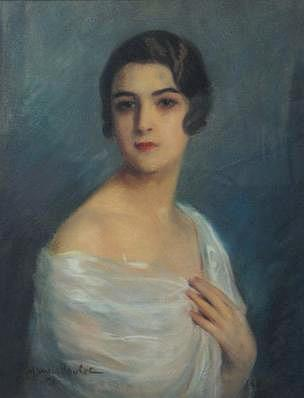
Vera Alves de Lima Cyprien Eugène Boulet (1928)
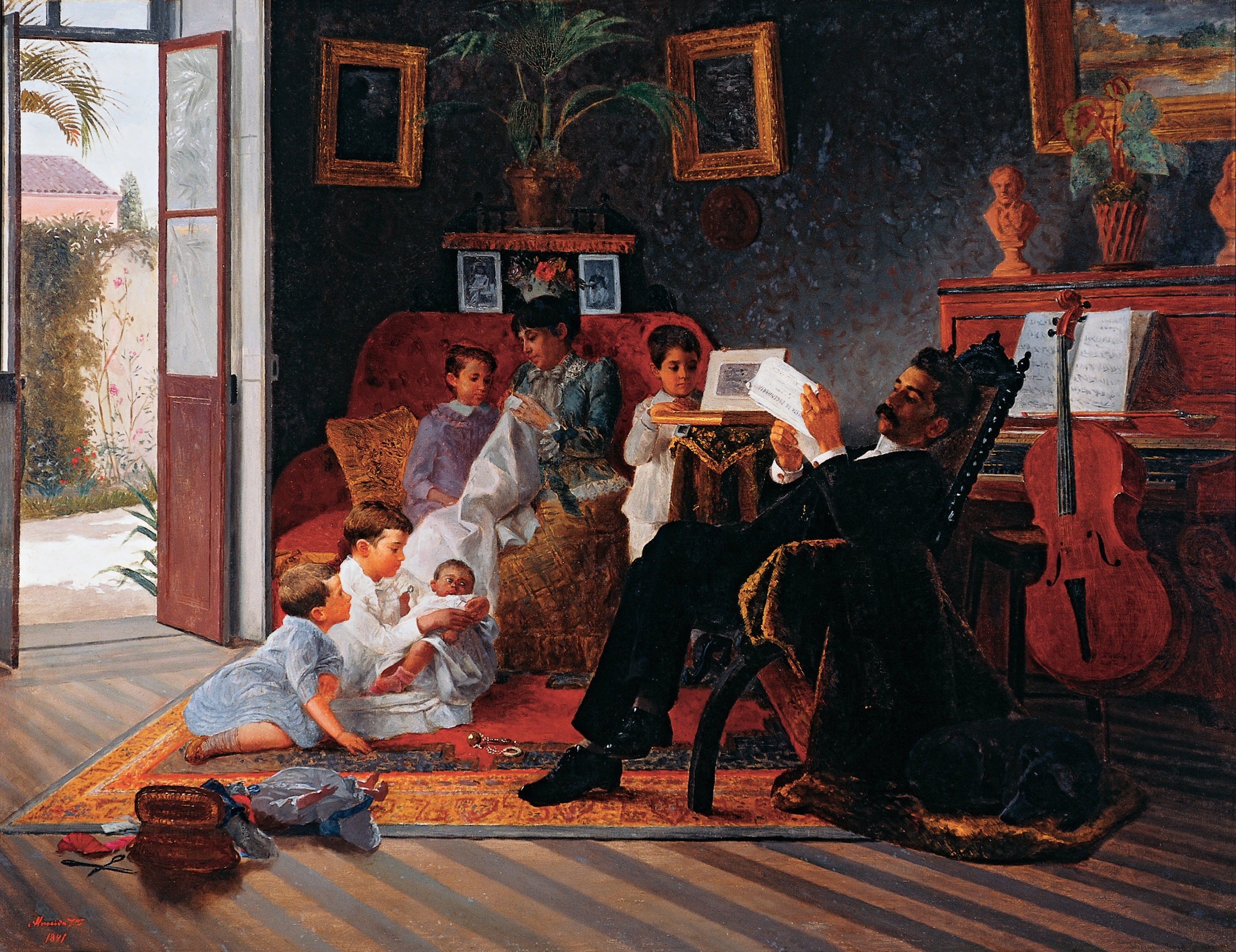
Scene of Adolfo Pinto's Family José Ferraz de Almeida Júnior (1891)
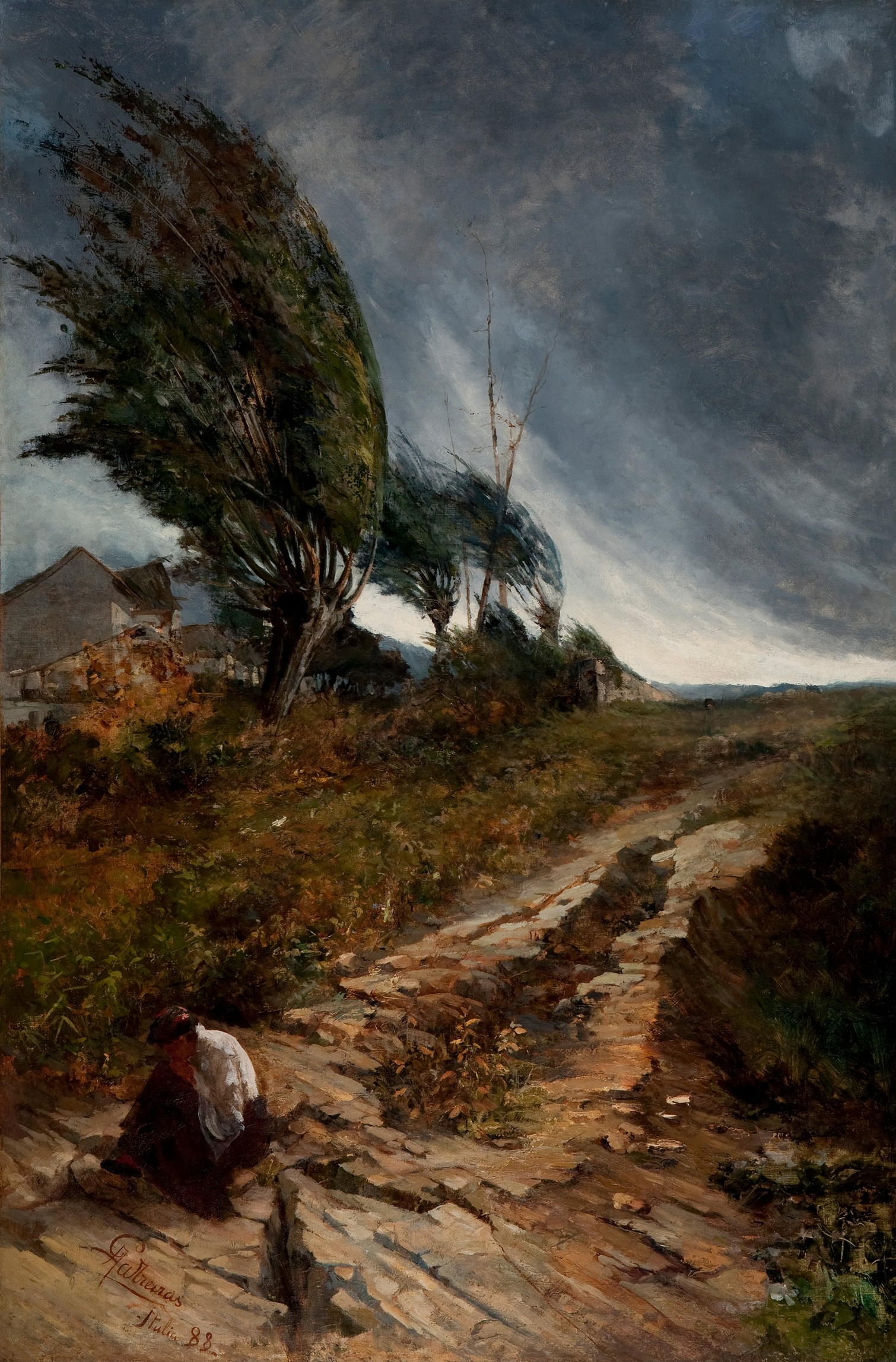
The Wind Storm Antônio Parreiras (1888)
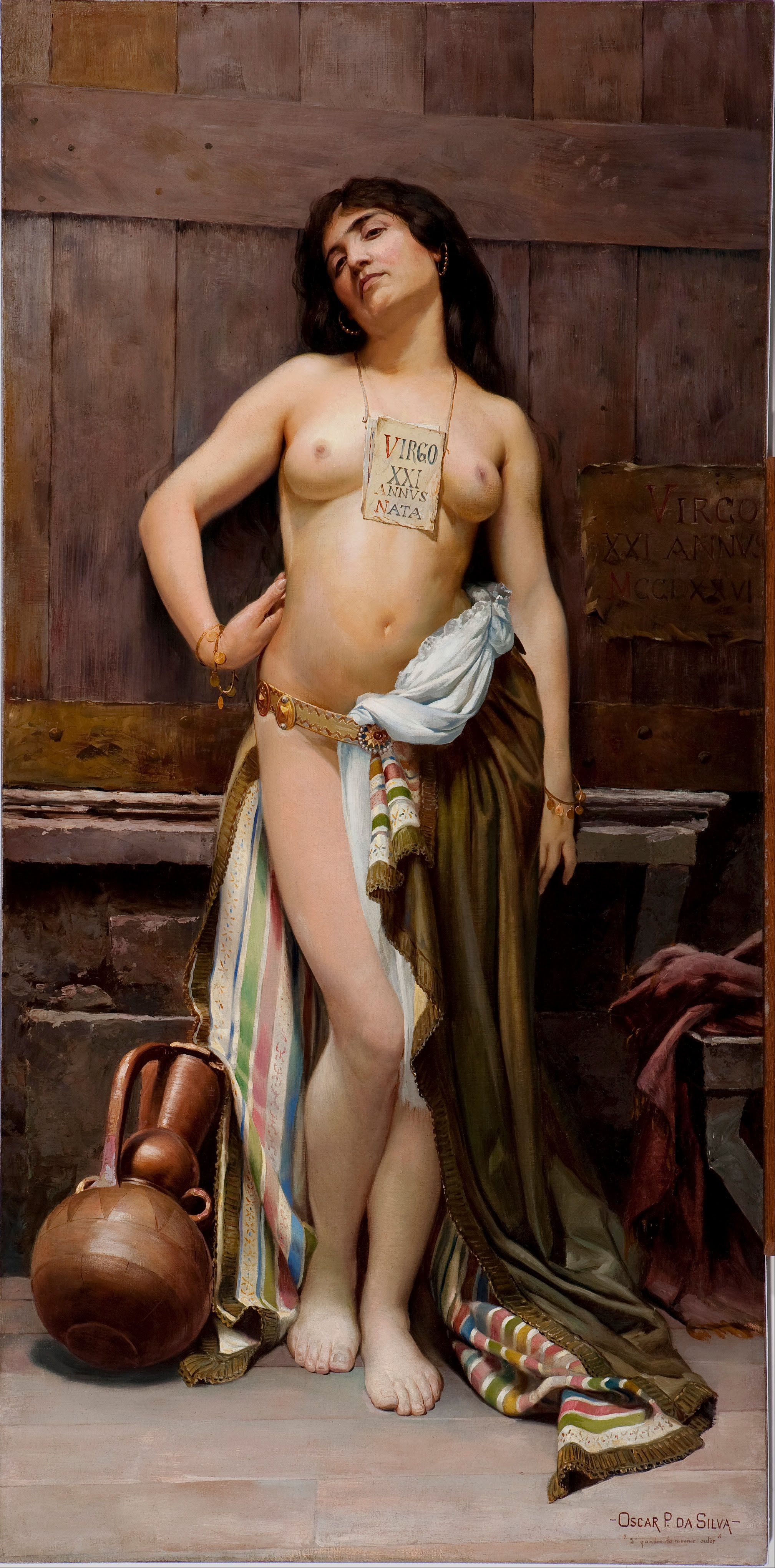
Roman Slave Oscar Pereira da Silva (1882)